# Turbina Wells

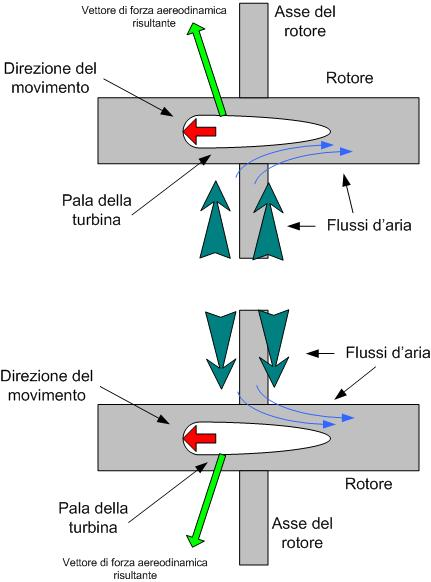
Princípio de funcionamento da turbina Wells.

Turbina Wells é a designação dada a um tipo de turbina com características auto-rectificadoras e com geometria fixa, frequentemente utilizada em dispositivos de aproveitamento de energia das ondas do tipo coluna de água oscilante (CAO) para converter energia pneumática em energia mecânica de rotação. A turbina recebeu o nome do seu inventor, Alan Arthur Wells, professor da Queen's University de Belfast, que a desenvolveu na década de 1990. A geometria fixa da turbina, por não disponibilidade de pás com inclinação variável, obriga a que a adaptação às condições de variação do fluxo seja feita exclusivamente a partir da variação da velocidade de rotação.

## Funcionamento
A turbina Wells tem a particularidade de ter o rotor a girar sempre na mesma direcção (no sentido horário ou anti-horário), independentemente da direcção do fluxo de ar que o atravessa.
O princípio de funcionamento da turbina Wells baseia-se no uso de pás com lâminas em forma de asa. Quer o fluxo seja de cima ou de baixo (ver a figura), a direcção do vector que representa a força resultante empurra a lâmina sempre na mesma direcção, graças à simetria do desenho da própria lâmina. Este mecanismo simples, mas engenhoso, permite usar a energia do vento sem a necessidade de ajustar os sistemas de fluxo de ar com válvulas caras e delicadas.
Uma utilização típica da turbina Wells é em geradores eléctricos accionados por uma coluna de água oscilante que provoque uma corrente de ar de direcção alternada.
A eficiência energética da turbina Wells é inferior à de uma turbina clássica (tal como a turbina Kaplan) devido ao elevado ângulo de ataque do fluxo de ar em relação à lâmina do rotor e por o coeficiente de resistência aerodinâmica das pás com perfil simétrico ser intrinsecamente maior do que o verificado em pás assimétricas com as mesmas dimensões.
Uma desvantagem adicional deste tipo de turbina é a sua incapacidade de iniciar a rotação de modo autónomo, o que obriga a que o arranque seja feito manualmente ou por meio de motores eléctricos auxiliares.